# Hong Xiuquan

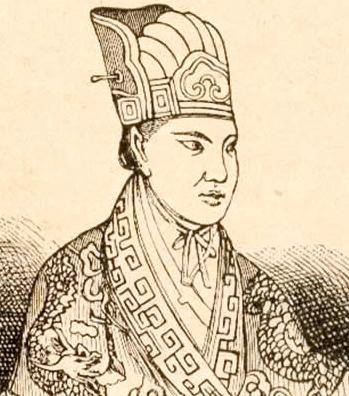
Hong Xiuquan

Hong Xiuquan [xʊŋ˧˥ ɕi̯ou̯˩˥ tɕʰy̆ɛn˧˥] (chinesisch 洪秀全, Pinyin Hóng Xiùquán, W.-G. Hung Hsiu-ch’üan; * 1. Januar 1814 in Fuyuanshui im Kreis Hua der Provinz Guangdong; † 1. Juni 1864 in Nanjing) war Anführer des Taiping-Aufstands. Zudem nannte er sich „Himmlischer König“ des Himmlischen Königreichs von Taiping.

## Herkunft und Familie
Hong Xiuquan wurde als Hong Huoxiu geboren. Hong Xiuquan stammte aus einer Hakka-Bauernfamilie aus der Provinz Guangdong. Die Hakka unterscheiden sich durch einen eigenen Dialekt und eine freiere Stellung der Frau von der übrigen chinesischen Bevölkerung. Ebenso war Endogamie Tradition. Die Familie lebte im Dorf Guanlubu im Kreis Hua in der Provinz Guandong. Die Familien der Linie Hong waren die dominante soziale Gruppe des Dorfes. Die Familie Hong selbst war im 17. Jahrhundert aus Nordchina nach Guanlubu eingewandert. Hongs Vater gehörte in seinem Dorf zur respektierten Führungsschicht des Dorfes und amtierte als Streitschlichter innerhalb der ländlichen Gemeinschaft. Die Familie selbst lebte jedoch in einfachen Verhältnissen und Hong Xiuquan musste durch Schulunterricht gegen Naturalien zum Einkommen der Familie beitragen. Die Familie Hong führte ihre Abstammung auf ein erfolgreiches Gelehrtengeschlecht während der Tang-Dynastie zurück. Seit dem 17. Jahrhundert schaffte es jedoch kein Familienmitglied durch das Prüfungssystem der Beamtenprüfung sozial aufzusteigen.
Hong Xiuquans Familie umfasste zwei ältere Brüder sowie eine ältere Schwester. Nach dem Tod der Mutter hatte der Vater wieder geheiratet. Hong Xiuquan selbst wurde in einer arrangierten Ehe verheiratet.

## Leben

### Religiöse Bewegung
Hong Xiuquan scheiterte mehrfach bei den kaiserlichen Examina. Nach einem solchen Scheitern bei der Prüfung auf Provinzebene Canton erlebt er eine schwere körperliche Schwäche und musste per Sänfte in sein Heimatdorf zurückgebracht werden. Im Kreis seiner Familie hielten seine Symptome an, und er verbrachte die Tage zurückgezogen. Während dieser Zeit hatte er nach eigenem Bekunden eine religiöse Erscheinung. In dieser sei ihm der Gott des Christentums als Himmlischer Vater erschienen und habe ihm eröffnet, dass er sein zweiter Sohn neben Jesus von Nazareth sei. Seine Aufgabe sei es die Welt von Dämonen zu reinigen, welche die Menschen von der Annahme des wahren, christlichen Glaubens abhalten würden. In seinen Visionen bekämpfte Hong im Auftrag des ihm erschienen Himmlischen Vaters ebenjene Dämonen, welche auch in das Paradies eingedrungen seien. Ebenso schilderte er ein Tauferlebnis, bei dem das Ritual von seiner Himmlischen Mutter an ihm vollzogen worden sei. Im Zuge der Visionen änderte Hong seinen Namen in Hong Xiuquan, den Namenszustand Huo (deutsch „Feuer“) durch Xuan (deutsch „Vollkommenheit“), was er mit einer Order seines himmlischen Vaters rechtfertigte. In seiner Vision sei ihm vom Himmlischen Vater mitgeteilt worden, dass er als König über China herrschen solle. Nach einiger Zeit klangen die Visionen und die körperliche Schwäche ab. Hong fügte sich wieder in die ländliche Gesellschaft ein, übernahm eine Stelle als Dorflehrer und bereitete sich auf einen erneuten Examensversuch vor.
Hong war seit 1836 im Besitz des vom zum Protestantismus übergetretenen Priesters Liang Fa verfassten Traktats Gute Werke zur Ermahnung des Zeitalters. In diesem berief sich der Autor auf biblische Überlieferungen und stellte die bisher in China verbreiteten Religionen als Götzendienst dar. In dem Traktat fand sich auch der Begriff Taiping (deutsch: Himmlisches Königreich). Nach Liang Fa bezeichnete es die auf Erde zu schaffende religiöse Gemeinschaft der wahren Christen. Diese erfüllte neben der Paradiesvorstellung im Jenseits die Funktion einer diesseitigen Utopie. Hong deutete die biblischen Überlieferungen und Liang Fas Argumentation im Sinne seiner Erlebnisse im vom Ersten Opiumkrieg destabilisierten Südchina. Dabei führte er die politische Instabilität und die Unterlegenheit gegen ausländische Mächte als Lähmung durch den Götzendienst am Konfuzianismus, Buddhismus und Taoismus zurück. Eine Hinwendung zu einem Christentum unter Führung von Hong Xiuquan würde laut ihm China vor Gott von seinen Sünden reinwaschen. Dabei entwickelte Hong eine eigene religiöse Geschichtsinterpretation. Den Hongwukaiser, der als Anführer der Weißen-Lotus-Rebellion im vierzehnten Jahrhundert die Ming-Dynastie an die Macht gebracht hatte, erklärte Hong zu einem Gottesgesandten wie ihn selbst. Hong erklärte in seinen Schriften jedoch dem Gottkaisertum eine Absage, da er nicht sich und Jesus, sondern nur Gott als Träger des Göttlichen ansah.
Laut Aussagen von Hongs Familie las er diese Schrift jedoch erst 1843 auf Anraten seines Onkels Li Jingfang. Li Jinfang wurde Hongs erster Konvertit. Beide tauften sich in einer Zeremonie gegenseitig. Li Jinfang war wie Hong als Dorfschullehrer tätig. Als beide nach ihrer Konversion konfuzianistische Symbole aus ihren Schulen entfernen und sich Hong weigerte ein Gedicht für eine religiöse Feierlichkeit zu schreiben, entzogen ihnen die Dorfbewohner die Schüler und sie mussten 1844 ihren Beruf aufgeben.
Daraufhin begaben sich beide mit den weiteren Konvertiten Hong Rengan und Feng Yunshan auf Reisen. Sie planten sich durch Verkauf von Schreibmaterial über Wasser zu halten und zu predigen. Ihre Reise führte sie über Canton in den Kreis Qinguan, wo sie mehrere Taufen durchführten. Nach vierunddreißig Reisetagen stand die Gruppe rund 160 Kilometer westlich des Ausgangspunkts Guanlubu. Die Gruppe löste sich dort auf und Hong reiste in das Dorf Sigu im Kreis Guiping in der Provinz Guangxi. Dort fand er die Unterstützung des Hakka-Clans der Huang, welche entfernt mit seiner Familie verwandt waren. Er konnte dort viele Konvertiten gewinnen und eine örtliche Gemeinschaft von rund 100 Gefolgsleuten aufbauen. Als gebildeter Mann nahm Hong auch eine Vermittlerrolle zwischen dem Clan und den Behörden in rechtlichen Dingen ein. Darüber hinaus konnte Hong in der Provinz mithilfe eines chinesischen Lehrers einige Konvertiten unter den Miao gewinnen. Zu diesem Anlass hinterließ er dem Lehrer erstmals schriftliche Zeugnisse seiner Lehre. Ab diesem Zeitpunkt setzte er die Verschriftlichung seiner Lehren in mehreren Ermahnungen genannten Traktaten fort. Ebenso formulierte er in dieser Zeit rituelle Regeln für den Tagesablauf der Gläubigen und stellte Sechs Gebote auf. Diese verboten Wollust, Mord, Diebstahl, Hexerei und Magie, sowie das Glückspiel. Ein Gebot forderte Gehorsam gegenüber den Eltern. Neben der Aufstellung eigener Glaubensregeln predigte Hong den Ikonoklasmus gegen die traditionell in China akzeptierten Religionen. Ebenso verbot er seinen Anhängern Tabak- und Alkoholkonsum und schaffte die Sklaverei sowie die Fußverstümmelung von Frauen ab.

### Rebellion und utopische Theokratie
1847 verfügte Hongs Bewegung über rund 2.000 Gefolgsleute. Diese rekrutierten sich vorwiegend aus der Ethnie der Hakka. Mit zunehmender Zahl der Gläubigen ereigneten sich Angriffe auf traditionelle religiöse Stätten. Die religiösen Lehren Hongs bekamen in dieser Zeit einen immer politischeren Anspruch. Sie richteten sich zunehmend gegen die Ethnie der Mandschu, welche die regierende Qing-Dynastie stellten. Im Zuge einer Seuche in Südchina 1850 erlitten die Taiping weiter Zulauf, da die Legende umging, das Gebet an Hongs Gott könne die Krankheit heilen. Im Herbst desselben Jahres kam es zu gewalttätigen Auseinandersetzungen zwischen Taiping-gläubigen Hakka und traditionellen Han. Die kaiserlichen Behörden reagierten mit dem Versuch, Hong Xiuquan festzunehmen. Hong wurde jedoch gewarnt und konnte sich dem Zugriff der Strafverfolgung entziehen. Daraufhin versammelte Hong an seinem Rückzugsort seine Gläubigen möglichst vollständig. Zu dem Treffen kamen mehrere zehntausend Menschen. Am 11. Januar 1851 rief Hong das "Himmlische Reich des höchsten Friedens" (chinesisch 太平天國, Pinyin Tàipíng Tiānguó) aus. Er und seine Anhänger bemächtigten sich zunächst einer Kleinstadt und begannen militärische Operationen gegen die Qing-Dynastie. Im März 1853 eroberten sie die alte Ming-Kaiserstadt Nanjing. Dort errichtete Hong seine Hauptstadt als Neues Jerusalem seiner religiösen Bewegung. Nach der Eroberung zerstörten seine Anhänger buddhistische und taoistische Tempel und Statuen. Die örtliche Mandschu-Minderheit wurde von den Taiping systematisch ermordet. Ebenso führte Hong eine Geschlechtertrennung ein. Der Sabbath wurde von ihm nach biblischem Vorbild zum christlichen Feiertag gemacht. Ebenso versuchten sie eine soziale Revolution durch Organisation in Arbeitsbrigaden mit vergemeinschaftlichem Privateigentum anzustoßen. Die Maßnahmen der Taiping führten zur Flucht der angestammten Stadtbevölkerung. Die Stadt füllte sich mit den rund 500.000 Anhängern, die Hong auf seiner Militärkampagne nach Nanjing gefolgt waren. Hongs politische Rolle nahm nach der Eroberung Nanjings jedoch schnell ab. Bei der Verwaltung und dem Aufbau des Taipingstaates nahm der Östliche König Yang Xiuqing die zentrale Rolle im politischen Tagesgeschäft der Taiping ein, während sich Hong Xiuquan auf seine spirituelle Rolle und den Palast zurückzog. Nachdem sich die beiden überworfen hatten, folgte Hong Rengan als erster Mann im Staat nach dem Himmlischen König.
Die militärische Lage im Bürgerkrieg wendete sich jedoch zu Gunsten der Qing. Unter dem Gelehrten und Militärführer Zeng Guofan und seiner Hunan-Armee errichteten sie 1863 erfolgreich einen Belagerungsring um die Stadt. Die darauf folgende Ressourcenknappheit schwächte die Taiping in der Stadt deutlich. Am 19. Juli konnten die Qing-Truppen die Stadt schließlich erobern und den Palast des Himmlischen Königs stürmen. Hong war bereits sechs Wochen zuvor verstorben. Als wahrscheinlichste Todesursache gilt eine Krankheit. Es gibt weiterhin Vermutungen, dass Hong Xiuquan auch an Gift gestorben sein könnte. Hongs Tod wurde erst mit rund zehn Tagen Verspätung von der Taiping-Regierung bekannt gegeben. Als Thronfolger trat sein Sohn Hong Tianguifu seine Nachfolge an. Nach der Eroberung wurde Hong Xiuquans Leichnam von Zeng Guofans Soldaten exhumiert, um seine Identität sicherzustellen. Li Xiurcheng versuchte erfolglos, den Kindkönig Hong Tianguifu vor den Qing in Sicherheit zu bringen.